# Anjo (judaísmo)
Anjo (em hebraico:  מַלְאָךְ‎, malach, "mensageiro") é um ente espiritual que serve de elo transmissor entre o homem e o Criador. Sua existência é denotada em vários trechos da Bíblia hebraica e em diversos textos da literatura rabínica e do folclore judaico. Alguns anjos são citados por nome, até mencionados em excertos da liturgia religiosa, e também servem de protetores da humanidades e das pessoas individualmente. São entes inteligentes mas vinculados, subservientes e dependentes do poder Divino, que podem assumir diversos tipos de tarefas, que, aos olhos humanos, podem ser boas ou más.

## Escopo
Segundo a crença hebraica, a deidade (de natureza espiritual especial) é o ser perfeito em unicidade, ou seja, somente há um Deus, logo anjos não são deuses e não devem ser adorados. Ou, de outro modo, a deidade é a unidade perfeita, sem medidas, divisões, composições, partes ou qualquer outro aspecto dimensional: um conceito que a mente humana, devido à imperfeição da carne/matéria, é incapaz de abstrair e/ou conceber satisfatoriamente. O Criador é um.
Nesta cércea, caso se admitisse que a Divindade mantivesse contacto com mais de um ser de seu talho simultaneamente, implicaria dizer que Ela é composta e suscetível de mensuração, pois uma parte lidaria com um ser e a outra, com outro. Ou seja, a Divindade não seria única e perfeita, o que viola o conceito de deidade única e perfeita. Por outro lado, a matéria, eis que caótica, não interage directamente com o Criador mas por intermédio do mundo espiritual. Desta feita, a Divindade estabelece os meios de comunicação entre Si e a criação, esses meios de interfaceamento são os anjos, ou portadores das mensagens, porque conduzem em ambos os sentidos as manifestações entre o Criador e a criatura.
A crença hebreia também preconiza que cada aspecto do mundo existe somente em razão da volição Divina, mesmo uma folha gramínea não cresce ou fenece, que não seja de conhecimento e permissão do Criador. Então, são os anjos que fazem com que o desejo do Criador seja executado no mundo, pelo que assumem as mais diversas tarefas. Essa, sua finalidade, podendo haver anjos encarregados até de certos aspectos, como os anjos do nascimento e da morte.

## Espécies e hierarquia
Há duas espécies de anjos: permanentes e temporários. Diz-se que cada palavra do Criador gera um anjo. Basicamente, há uma fórmula que diz que para cada anjo existe uma tarefa, apenas, e que dois anjos não compartilham a mesma tarefa. Ou seja, um anjo existe somente para realizar um tarefa ou ato e, depois de realizado o ato para o qual foi criado, ele perde a razão de existir, pelo que se extingue.
Por outro lado, sabe-se que há aqueles anjos, nominados na Bíblia, que existem indefinidamente e que realizam vários atos, o que, em princípio, violaria a regra de um anjo, uma tarefa. Então, os sábios judeus concluíram que, se um anjo é encarregado de um gênero de tarefas, isto é, quando ele é encarregado de determinado aspecto da existência do universo e quando  ele está vinculado a uma estrela, o anjo.
Anjos e estrelas estão intimamente relacionados, os primeiros são como alma para as segundas. Os anjos temporários foram primeiro inventados no segundo dia da Criação, os permanentes, no quinto dia, depois que as estrelas foram formadas.
Os anjos são agrupados em dez ordens, correspondentes às dez sefirot.

Árvore da vida

| Ordem | Classe       | Hebraico  | Tradução          | Arcanjo   | Sefirá  |
| ----- | ------------ | --------- | ----------------- | --------- | ------- |
| 1     | Chaiot       | חַיּוֹת      | Vivos             | Metatron  | 'Keter  |
| 2     | Ofanim       | אְוּפַּנים    | Rodas             | Raziel    | Chochmá |
| 3     | Erelim       | אראלים    | Valentes          | Tsafkiel  | Biná    |
| 4     | Chashmalim   | חשמלים    | Eléctricos        | Tsadkiel  | Chessed |
| 5     | Serafim      | שְׂרָפִים     | Ardentes          | Camael    | Gevurá  |
| 6     | Melachim     | מַלְאָכִים    | Anjos             | Rafael    | Tiféret |
| 7     | Elohim       | אלֹהִים     | Juízes            | Haniel    | Netsach |
| 8     | Benei Elohim | בֶנֵי אלֹהִים | Filhos dos Juízes | Miguel    | Hod     |
| 9     | Cheruvim     | כְּרוּבִים    | Fortes            | Gabriel   | Yessod  |
| 10    | Ishim        | אישים     | Homens            | Sandalfon | Malchut |

## Anjos caídos
Desenvolveu-se na época do Segundo Templo uma literatura escatológica, a exemplo dos Manuscritos do Mar Morto e o do Livro de Enoque, que tratava detalhadamente dos «anjos caídos» e da história  de quando eles estiveram a conviver com humanos. A bem da verdade, não se trata de um tema aceito pela doutrina ortodoxa ou mesmo rabínica, salvo pelos aspectos pedagógicos que apresenta.

### história dos anjos caídos
Conta-se que certo dia, antes do Dilúvio, quando o Criador se achava contrariado pelos atos iníquos da humanidade, os anjos Azazel e Shemihazah tiveram permissão para descer à Terra e habitar entre as pessoas.[carece de fontes?]

## Invocação
Na cabalá, diz-se que é possível chamar um anjo (Magid) por intermédio de certas fórmulas. Isso, todavia, não seria uma prática vulgar, eis que o interessado deveria estar num certo grau de pureza e observância dos preceitos Divinos, que não é possível alcançar senão depois de intenso estudo religioso. Pode-se, por outro lado, convidar os anjos por intermédio de bons atos e da prática religiosa ordinária, como é o caso da cantiga Shalom alechem, de recebimento do Shabat.[carece de fontes?]